# Корбетта, Франческо
Франческо Корбетта (итал. Francesco Corbetta; 1615—1681) — итальянский гитарист-виртуоз, педагог и композитор.
Наряду со своими соотечественниками Джованни Паоло Фоскарини и Анджело Микеле Бартолотти, он был пионером и выразителем сочетания струнных и щипковых фактур, называемых сегодня «смешанным» стилем. Он первым стал сочинять сложную музыку для гитары, которая в XVIII веке была не более чем народным инструментом в Испании и Италии. Корбетта исполнял свою музыку аристократам Франции, Германии и Англии. После того как он поразил их своим мастерством, гитара вошла в повседневную моду.
В некрологе Корбетты, написанном, вероятно, его коллегой-гитаристом Реми Медаром, говорится, что он проявил сильную склонность к гитаре в раннем возрасте и занимался ею, несмотря на решительные возражения родителей. В итальянском предисловии к своей «Королевской гитаре» 1671 года он утверждает, что был самоучкой, а также что никогда не играл на лютне (в отличие от большинства знаменитых гитаристов своего времени).
До наших дней дошли пять сборников его музыки для пятикурсовой гитары. Два самых ранних сборника Корбетты включают композиции в итальянской традиции, но три его более поздних издания все больше во французском стиле. По крайней мере две другие книги утеряны. Его первый сборник включает в себя в основном струнную танцевальную музыку, в то время как более поздние все чаще пишутся в смешанном стиле, кульминацией которого является «La Guitarre Royalle» 1671 года. Его последняя книга, также названная La Guitarre Royalle, 1674 года, возвращается к более простому, основанному на игре на струнах стилю. Эти публикации также содержали важную информацию для игры на гитаре в сопровождении. Значительное количество приписываемой ему музыки также сохранилось в рукописях.